# امبگآئون تالوکا
امبگآئون تالوکا (به انگلیسی: Ambegaon taluka) یک منطقهٔ مسکونی در هند است که در مهاراشترا واقع شده‌است.